# Phthiracarus aethes
Phthiracarus aethes är en kvalsterart som beskrevs av Wojciech Niedbała 2004. Phthiracarus aethes ingår i släktet Phthiracarus och familjen Phthiracaridae. Inga underarter finns listade i Catalogue of Life.